# Gran Kindrativka
Gran Kindrativka  (ucraniano: Велика Кіндратівка) es una localidad del Raión de Kotovsk en el Óblast de Odesa de Ucrania. Según el censo de 2001, tiene una población de 249 habitantes.